# Mongkol Borei
Mongkol Borei är ett distrikt i Kambodja.   Det ligger i provinsen Banteay Meanchey, i den västra delen av landet, 300 km nordväst om huvudstaden Phnom Penh. Antalet invånare är 138 190.